# Cinara piniphila
Cinara piniphila är en insektsart som först beskrevs av Julius Theodor Christian Ratzeburg 1844.  Cinara piniphila ingår i släktet Cinara och familjen långrörsbladlöss. Enligt den finländska rödlistan är arten sårbar i Finland. Artens livsmiljö är torra och karga moar. Inga underarter finns listade i Catalogue of Life.